# Chalcis fuscus
Chalcis fuscus är en stekelart som beskrevs av Schmitz 1946. Chalcis fuscus ingår i släktet Chalcis och familjen bredlårsteklar. Inga underarter finns listade i Catalogue of Life.